# Endémisme

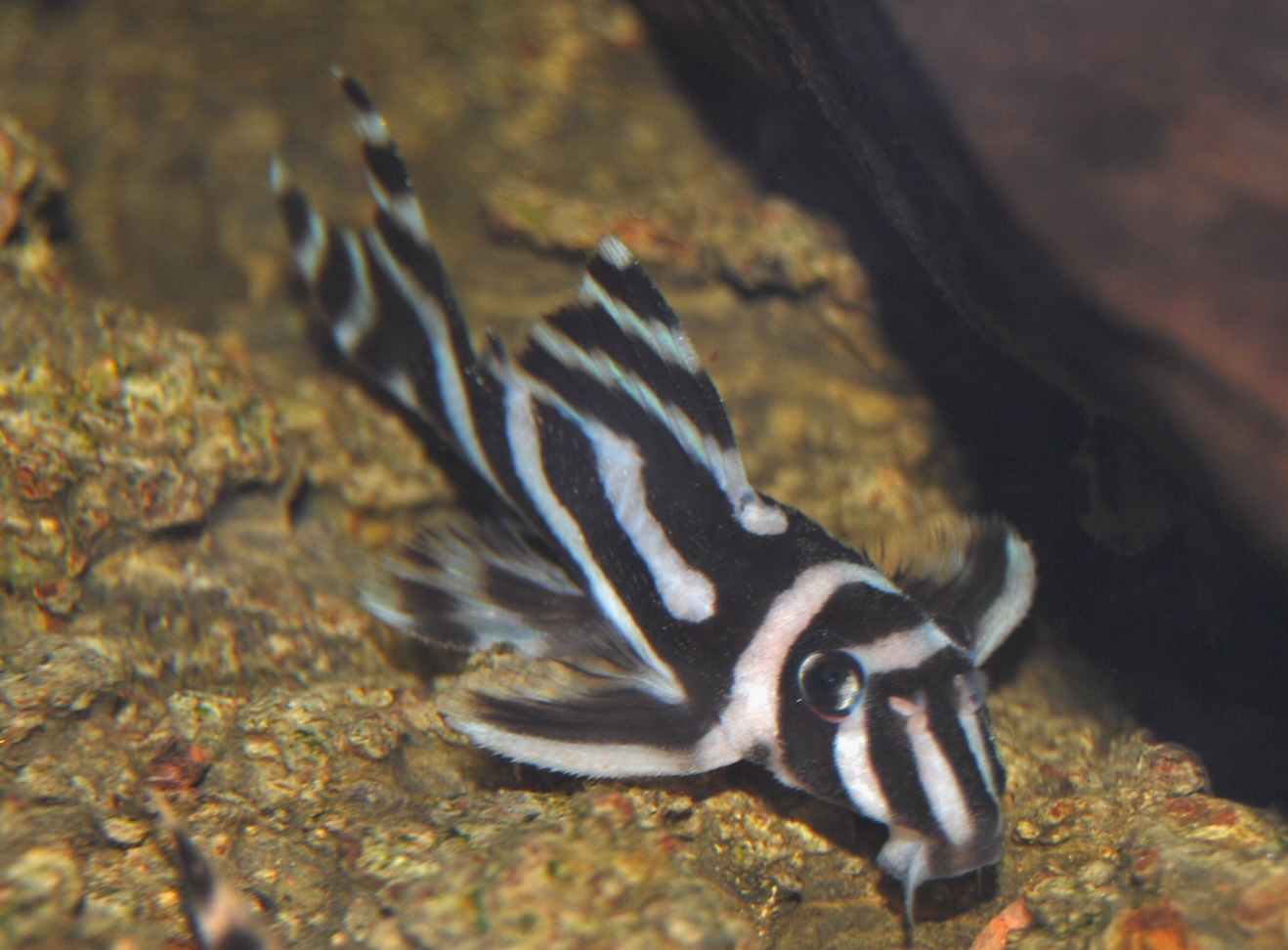
Le pléco-zèbre (Hypancistrus zebra), espèce endémique du rio Xingu.

Ne doit pas être confondu avec Endémie.
 (octobre 2013).
Si vous disposez d'ouvrages ou d'articles de référence ou si vous connaissez des sites web de qualité traitant du thème abordé ici, merci de compléter l'article en donnant les références utiles à sa vérifiabilité et en les liant à la section « Notes et références ».
L'endémisme caractérise la présence naturelle d'un groupe biologique exclusivement dans une région géographique délimitée. Ce concept, utilisé en biogéographie peut s'appliquer aux espèces comme aux autres taxons et peut concerner toutes sortes d'êtres vivants, animaux, végétaux ou autres.
Une espèce endémique (ou un taxon endémique) l'est obligatoirement par rapport à un territoire nommé : ainsi la sittelle corse est-elle  endémique de la Corse ou le koala de l'Australie ; le cyprès de Lambert est un arbre endémique de la Californie (même s'il a ensuite été planté dans le monde entier), l'arganier est un arbre endémique du Maroc.
Les espèces endémiques d'une aire géographique constituent un sous-ensemble des espèces indigènes de cette aire géographique. Mais indigénat et endémisme sont des notions très distinctes qui ne doivent pas être confondues. De nombreuses espèces indigènes d'une région définie ne sont pas endémiques de cette région dès lors qu'elles sont aussi naturellement présentes ailleurs.
Le taux d’endémisme est l'un des indicateurs et éléments d'appréciation de la biodiversité ; par exemple, pour l'Europe, quatre espèces endémiques européennes sur cinq vivent dans la seule zone méditerranéenne, aire biogéographique où plus de 50 % des 25 000 espèces de phanérogames et de cryptogames vasculaires vivent (chiffre à comparer aux 15 000 espèces de la flore supérieure d'Australie, qui vivent sur une aire trois fois plus vaste). C'est pourquoi la mer Méditerranée et ses abords sont considérés comme un point chaud de biodiversité planétaire.

## Causes
L'endémisme peut provenir de deux facteurs :
- l'apparition de nouvelles espèces, dite « processus de spéciation » liée à l'isolement géographique (divergence progressive des caractéristiques génétiques ou morphologiques). On parle parfois d'espèces « néo-endémiques », puisque l'endémisme provient de l'apparition de nouvelles espèces. En général, plus une île ou une île écologique est ancienne, plus son taux d'endémisme est élevé (Madagascar au large de l'Afrique, Chypre en Méditerranée[2] ou la Nouvelle-Calédonie dans l'océan Pacifique). La position géographique est également un facteur important ; par exemple Chypre est à la croisée de trois zones biogéographiques (européenne, africaine et asiatique) ;
- une espèce peut devenir endémique dans une aire géographique restreinte et isolée si elle a entièrement disparu du reste de son aire de répartition  originelle ; on parle alors d'espèces « paléo-endémiques ». Par exemple, une formation végétale appelée « Rand Flora » existait en Afrique du Nord et dans les îles Canaries. La désertification a éliminé cette flore du continent africain, mais des vestiges en subsistent aux Canaries. Des invasions biologiques peuvent aussi éliminer une espèce d'un continent alors qu'elle survivra dans des îles à l'écart. L'avancée de déserts ou les glaciations ont pu provoquer certaines migrations vers des zones refuges où des mélanges génétiques (dernièrement lors des épisodes glaciaires du Pléistocène) ont pu induire des phases d’hybridation et de spéciation sources d'endémismes locaux[3].

## Région par région
Le phénomène d'endémisme est sous la dépendance du facteur d'isolement davantage représenté dans certains territoires géographiques : île, archipel, péninsule, chaîne de montagnes, montagne, vallée, lac, grotte…
En règle générale, le taux de taxons endémiques d'une région indique son degré d'isolement par rapport aux autres territoires. Les massifs montagneux et les lacs peuvent être des zones de fort endémisme. Ainsi, dans le lac Tanganyika, l'endémisme est poussé à l'extrême : les représentants d'une espèce peuvent être inféodés à un rocher, une baie ou un écueil et nulle part ailleurs. Il en va de même dans le lac Malawi.
Les îles sont également des zones de fort endémisme. C'est notamment le cas de Madagascar, de Socotra, mais aussi des Mascareignes. Voir aussi les articles liés :
- Endémisme dans les Mascareignes comportant pour chacune des îles (La Réunion, Maurice et Rodrigues) un article sur la flore et sur la faune ;
- Endémisme à Hawaii ;
- Biodiversité de la Nouvelle-Calédonie.

## Biologie de la conservation
En biologie de la conservation, la notion d'endémisme est prise en compte comme critère déterminant dans les classifications écologiques utilisées par les organisations internationales de protection de la nature :
- la classification biogéographique d’Udvardy par l'UICN et l'UNESCO ;
- la classification des habitats par la Commission de la Sauvegarde des Espèces (CSE) de l'UICN ;
- les écorégions du WWF ;
- les points chauds de biodiversité (ou « hotspots ») de Conservation International ;
- les zones d’oiseaux endémiques (Endemic Bird Areas) de Birdlife International ;
- les centres de diversité des plantes de l'UICN et du WWF.